# The Best of Zucchero Sugar Fornaciari's Greatest Hits
The Best of Zucchero Sugar Fornaciari's Greatest Hits è una raccolta del cantante italiano Zucchero Fornaciari del 1996, promossa dal The Best of Tour '96.

## La raccolta
Si tratta del primo best of della sua carriera e riunisce il meglio della sua produzione tra il 1985 e il 1995, tralasciando totalmente i brani dei suoi esordi, precedenti alla svolta blues e R&B avuta con Zucchero & The Randy Jackson Band.
Nella tracklist sono inseriti anche tre inediti, tra cui Menta e rosmarino, singolo di grande successo e del quale girò una clip con Mietta e Natalia Estrada. Per la riedizione del 1997 inserì una particolare cover di Va pensiero, tratto dal Nabucco di Giuseppe Verdi, per la quale girò un video con l'attore francese Gérard Depardieu. Sempre con Depardieu duetta in una bonus track dell'edizione francese del disco, Un petit coup de main, versione transalpina di Un piccolo aiuto.

## Tracce

### Versioni italiane
1996
1. Menta e rosmarino – 5:26 (testo: Zucchero, Alberto Salerno – musica: Zucchero) – Inedito
2. Eppure non t'amo – 4:43 (Zucchero) – Inedito
3. Niente da perdere – 4:51 (testo: Zucchero, Alberto Salerno – musica: Zucchero) – Inedito
4. Donne – 3:30
5. Rispetto – 5:00
6. Senza una donna – 4:27
7. Con le mani – 4:45
8. Madre dolcissima – 7:20
9. Overdose (d'amore) – 5:23
10. Diavolo in me – 4:06
11. Diamante – 5:51
12. Wonderful World (feat. Eric Clapton) – 4:35
13. Il volo – 5:31
14. Così celeste – 4:51
15. X colpa di chi? – 3:15
16. Hai scelto me – 2:30

Durata totale: 76:04
Riedizione (1997)
1. Va pensiero – 4:10 – Inedito; il brano (nella riedizione del 1997) è il numero 16, perché sostituisce Hai scelto me

### Versione a edizione limitata
La versione a edizione limitata, che presenta una copertina in cui è immortalato il pennacchio del cappello che Zucchero indossa nelle altre copertine, contiene due CD. Il primo è la versione italiana dell'album.
CD2
1. It's All Right (La promessa) – 5:29
2. Nothing to Lose – 4:51 (testo: Zucchero, Alberto Salerno, C. Difford – musica: Zucchero) – Inedito

### Versione internazionale
1. Senza una donna (Without a Woman) (feat. Paul Young) – 4:27
2. Diamante – 5:49
3. Wonderful World (feat. Eric Clapton) – 4:34
4. My Love – 4:19 – Edited Version
5. She's My Baby – 3:53 – Edited Version
6. Nothing to Lose – 4:51 (testo: Zucchero, Alberto Salerno, C. Difford – musica: Zucchero) – Inedito
7. I Won't Be Lonely Tonight – 5:22 – Inedito
8. I Don't Know – 4:43 – Inedito
9. Overdose (d'amore) – 5:23
10. X colpa di chi? – 3:15
11. Dunes of Mercy – 5:38
12. The Promise – 5:29
13. Con le mani – 4:42
14. Diavolo in me – 4:06
15. Mama – 7:17
16. You've Chosen Me – 2:29

### Versione spagnola
1. Menta y romero – 5:19 (testo: Zucchero, Alberto Salerno, J. Andreu – musica: Zucchero) – Inedito
2. Pero no te amo (testo: Zucchero, M. Ortiz Martin – musica: Zucchero) – Inedito
3. Niente da perdere – 4:51 (testo: Zucchero, Alberto Salerno – musica: Zucchero) – Inedito
4. Chicas – 3:35
5. Rispetto – 4:58
6. Senza una donna – 4:26
7. Con le mani – 4:42
8. Madre dolcissima – 7:23
9. Overdose (d'amore) – 5:23
10. Diablo en mi – 4:02
11. Diamante – 5:41
12. A Wonderful World – 4:22
13. El vuelo – 4:18
14. Asi celeste – 4:48
15. Por culpa de quien? – 3:14
16. Eligeme – 2:26

### Versione inglese
1. Va, pensiero (feat. Sinead O'Connor) – 4:10 – Inedito
2. Senza una donna (Without a Woman) (feat. Paul Young) – 4:27
3. Diamante – 5:49
4. Wonderful World (feat. Eric Clapton) – 4:34
5. My Love – 4:19
6. She's My Baby – 3:53
7. Nothing to Lose – 4:51 (testo: Zucchero, Alberto Salerno, C. Difford – musica: Zucchero) – Inedito
8. I Won't Be Lonely Tonight – 5:22 – Inedito
9. I Don't Know – 4:43 – Inedito
10. Overdose (d'amore) – 5:23
11. Dunes of Mercy – 5:38
12. The Promise – 5:29
13. Con le mani – 4:42
14. Diavolo in me – 4:02
15. Mama – 7:23
16. Miserere (feat. Luciano Pavarotti) – 4:50

Durata totale: 79:35

### Versione americana
(1997)
1. Senza una donna (Without a Woman) (feat. Paul Young) – 4:27
2. Diamante – 5:49
3. Wonderful World (feat. Eric Clapton) – 4:34
4. My Love – 4:19 – Edited Version
5. She's My Baby – 3:53 – Edited Version
6. Nothing to Lose – 4:51 (testo: Zucchero, Alberto Salerno, C. Difford – musica: Zucchero) – Inedito
7. I Won't Be Lonely Tonight – 5:22 – Inedito
8. I Don't Know – 4:43 – Inedito
9. Overdose (d'amore) – 5:23
10. Feels Like a Woman – 5:14
11. Dunes of Mercy – 5:38
12. The Promise – 5:29
13. Con le mani – 4:42
14. Mama – 7:17
15. You've Chosen Me – 2:29

### Versione francese
1. Menta e rosmarino – 5:26 (testo: Zucchero, Alberto Salerno – musica: Zucchero) – Inedito
2. Senza una donna – 4:27
3. Feels Like a Woman – 5:14
4. Così celeste – 4:51
5. Eppure non t'amo – 4:43 (Zucchero) – Inedito
6. Niente da perdere – 4:51 (testo: Zucchero, Alberto Salerno – musica: Zucchero) – Inedito
7. Con le mani – 4:45
8. Mama (feat. Johnny Hallyday) – 7:20
9. Overdose d'amore – 5:23
10. Diavolo in me – 4:02
11. Diamante – 5:51
12. A Wonderful World (feat. Eric Clapton) – 4:35
13. Il volo – 5:31
14. Un petit coup de main (feat. Gérard Depardieu) – 3:32 – inedito
15. X colpa di chi? – 3:15
16. Va, pensiero – 4:10 – Inedito

### Versione sud-americana
Sugar Fornaciari's 12 Grandes exitos - CD (1995, Polygram 537708)
1. Menta y romero – 5:26 (testo: Zucchero, Alberto Salerno, J. Andreu – musica: Zucchero) – Inedito
2. Pero no te amo – 4:43 (testo: Zucchero, M. Ortiz Martin – musica: Zucchero) – Inedito
3. Dame mi sol – 4:35
4. Diamante – 5:51
5. Senza una donna – 4:26
6. El diablo en mi – 4:05
7. Chicas – 3:35
8. A Wonderful World – 4:34
9. My Love – 4:21
10. She's My Baby – 4:51
11. Por culpa de quien? – 3:14
12. Eligeme – 2:30

Durata totale: 52:11

### Versione brasiliana
1. Menta e rosmarino – 5:26 (testo: Zucchero, Alberto Salerno – musica: Zucchero) – Inedito
2. Eppure non t'amo – 4:43 (Zucchero) – Inedito
3. Niente da perdere – 4:51 (testo: Zucchero, Alberto Salerno – musica: Zucchero) – Inedito
4. Donne – 3:30
5. Senza una donna – 4:27
6. Overdose d'amore – 5:23
7. Diavolo in me – 4:06
8. Madre dolcissima – 7:20
9. Con le mani – 4:45
10. Diamante – 5:51
11. A Wonderful World – 4:35
12. Il volo – 5:31
13. Così celeste – 4:51
14. Per colpa di chi? – 3:15
15. Hai scelto me – 2:30
16. Un oceano di silenzi – 4:56 (testo: Zucchero, Alberto Salerno, Djavan – musica: Djavan) – Inedito

Durata totale: 76:00

## I video musicali
- Menta e rosmarino, su YouTube.
- Eppure non t'amo, su YouTube.
- Eppure non t'amo (live), su YouTube.
- Va' pensiero, su YouTube.
- Va' pensiero (live), su YouTube.

## Successo commerciale
L'album ha riscosso un ragguardevole successo commerciale, vendendo oltre 5 000 000 di copie in tutto il mondo, 500 000 nei primi venti giorni dalla pubblicazione, di cui 3 000 000 in Europa. In Italia l'album ha raggiunto undici dischi di platino corrispondenti ad oltre 1 100 000 copie vendute, restando al primo posto in classifica italiana 1996 e 1997  per 8 settimane, di cui 6 consecutive, ed in Germania il disco d'oro arrivando in decima posizione rimanendo nella classifica per 63 settimane. In Francia l'album ha ottenuto il disco di diamante per aver superato 1 000 000 di copie vendute., e aveva già superato i due dischi di platino nel 1998. 
Nei primi due mesi dalla pubblicazione, il disco aveva già superato i 7 dischi di platino in Italia (con oltre 700.000 copie vendute) e il disco di platino in Francia e Svizzera (con più di 300.000 copie sul territorio francese e 50.000 copie su quello svizzero).
Il disco, rientrato più volte in classifica, ha raggiunto un ragguardevole successo anche sulla piattaforma digitale I-tunes, tale, per esempio, da raggiungere la terza posizione nella relativa classifica degli Emirati Arabi Uniti.

## Classifiche

### Classifiche settimanali
| Classifica (1996-1998) | Posizione massima |
| ---------------------- | ----------------- |
| Argentina              | 1                 |
| Austria                | 7                 |
| Belgio (Fiandre)       | 4                 |
| Belgio (Vallonia)      | 4                 |
| Europa                 | 7                 |
| Finlandia              | 23                |
| Francia                | 1                 |
| Germania               | 10                |
| Italia                 | 1                 |
| Messico                | 1                 |
| Paesi Bassi            | 15                |
| Portogallo             | 4                 |
| Svezia                 | 53                |
| Svizzera               | 2                 |
| Classifica (2002)      | Posizione massima |
| Austria                | 60                |
| Germania               | 67                |
| Italia                 | 43                |
| Classifica (2007)      | Posizione massima |
| Austria                | 35                |
| Classifica (2016)      | Posizione massima |
| Austria                | 53                |
| Classifica (2020)      | Posizione massima |
| Austria                | 62                |

### Classifiche di fine anno
| Classifica (1996) | Posizione |
| ----------------- | --------- |
| Germania          | 499       |
| Italia            | 3         |
| Classifica (1997) | Posizione |
| Austria           | 45        |
| Belgio (Fiandre)  | 54        |
| Belgio (Vallonia) | 50        |
| Europa            | 29        |
| Francia           | 16        |
| Germania          | 39        |
| Svizzera          | 16        |
| Classifica (1998) | Posizione |
| Germania          | 153       |
| Classifica (2002) | Posizione |
| Germania          | 901       |